# マニュライフプラザ
マニュライフプラザ（英語：Manulife Plaza, 中国語（繁体字）：宏利保險大廈）とは、香港の香港島北部、銅鑼湾（Causway Bay）に位置するショッピングセンター、オフィスなどを備えた複合施設である。

## 概要
マニュライフプラザは1997年に完成、香港の希慎興業により開発された。高さ240.4m、地上52階建ての超高層ビルである。設計はデニス・ラウ&ン・チュン・マン（劉榮廣&伍振民：Dennis Lau & Ng Chunman）、建設は日本の青木建設（現：青木あすなろ建設）が担当した。
この場所には以前リーガーデンホテル（利園酒店：Lee Garden Hotel）があったが、1994年8月に再開発に入った為取り壊された。場所は利園山希慎道（Hysan Avenue）で繁華街より少し奥まった所にあるが、周囲よりは高い建物であるのですぐに確認できる。また周辺は銅鑼湾の中では、静かな佇まいのある区域である。建物頭頂部には『Manulife』と書かれたネオン看板が掲げられている。
マニュライフプラザの低層階には高級ショッピングセンターのザ・リーガーデンズ（英語：The Lee Gardens、中国語：利園）が設置されている。また建物高層部はテナントオフィスビルとなっている。
ザ・リーガーデンズはマニュライフプラザ内の第一期と、嘉蘭中心（Caroline Centre）にある第二期に分かれている。

## 主なテナント
- Gorumet
- CHANEL
- Cartier
- GUCCI
- LOEWE
- Hermes
- Louis Vuitton
- Christian Dior
- Gucci
- Valentino
- ANTERRA
- ETORO
- Beautrium
- ZETA Tokyo Japan
- Y's

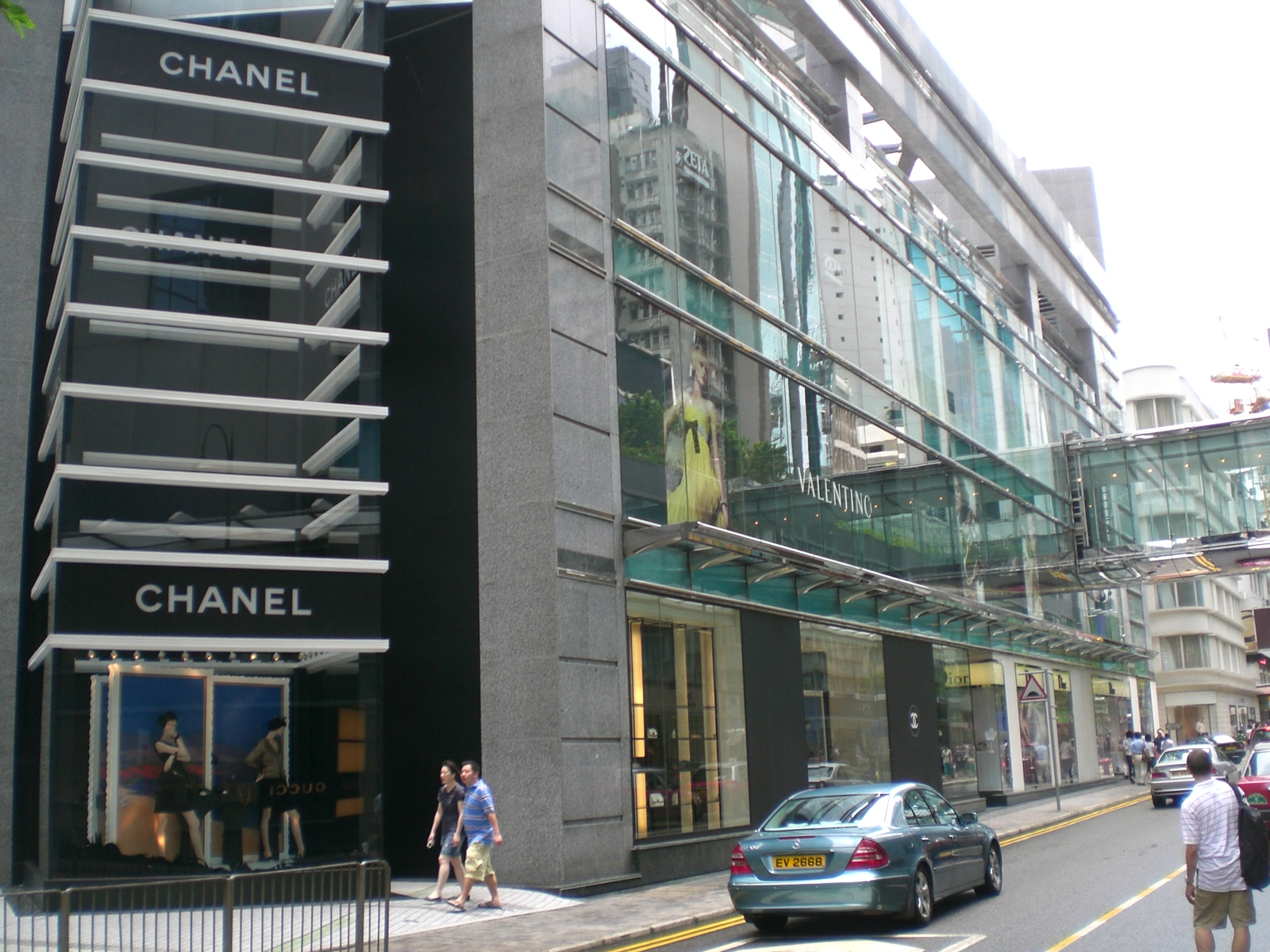
ザ・リーガーデンズ

- パシフィックカフェ（Pacific Caffee）

## 周辺施設
- 香港MTR・銅鑼湾駅
- 香港そごう（東角中心：East Point Centre）
- タイムズスクウェア（時代廣場：Times Square）
- 香港サッカー協会（香港足球會：Hong Kong Football Club）
- PCCW（電訊盈科）

## 交通
- MTR港島線・銅鑼湾駅
- トラム（路面電車）
- その他バス（巴士）便、ミニバス（小巴）便利用